# Casanova/Nuovi orizzonti
Casanova/Nuovi orizzonti è un 7" dei Rondò Veneziano pubblicato dalla Baby Records nel Regno Unito il 1985 e tratto dall'album Odissea veneziana.

## Tracce
1. Casanova (Gian Piero Reverberi e Laura Giordano) - 3:06
2. Nuovi orizzonti (Gian Piero Reverberi e Laura Giordano) - 3:13